# إشارات المرور في إسرائيل
إشارات المرور في إسرائيل أو علامات السير في إسرائيل هي إشارات وعلامات موجودة في لافتات المرور على الطرق في إسرائيل وهي من مسؤولية وزارة المواصلات والأمان على الطريق. عمومًا هذه الإشارات هي نفس النمط من الألوان والأشكال والرموز المستخدمة في معظم بلدان أوروبا والشرق الأوسط والموضحة في اتفاقية فيينا بشأن لافتات وإشارات الطرق.

## اللغة
تتم كتابة الإشارات في إسرائيل بثلاثة لغات وهي العبرية والعربية والإنجليزية. في حالة علامة قف التي عادةً تتم كتابة كلمة قف بحسب لغة البلد، في إسرائيل الوضع يختلف فبدلًا من كتابة كلمة قف بثلاثة لغات فقط تم رسم يد مرفوعة للتعبير عن ذلك.

## الإشارات

### التحذير والإنذار

إشارة قف أمامك في المفترق القريب
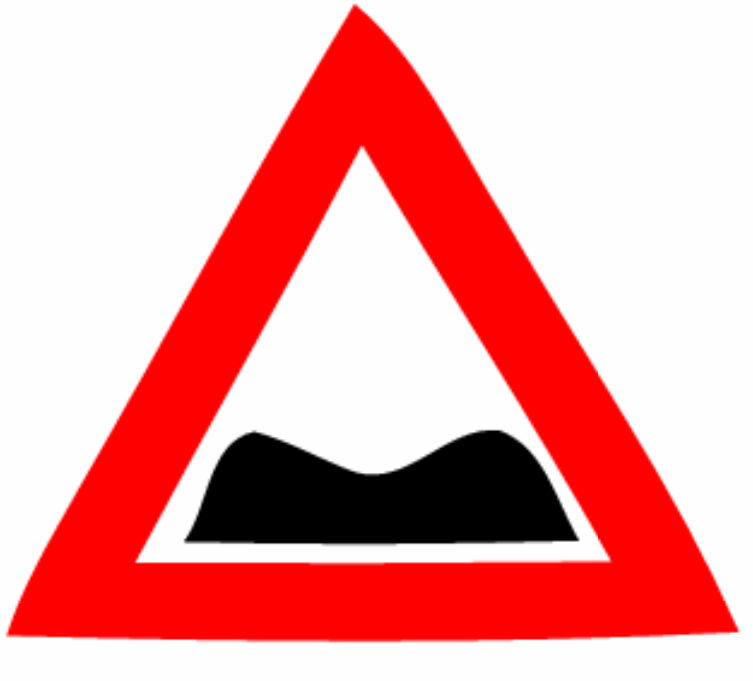
شارع مشوش
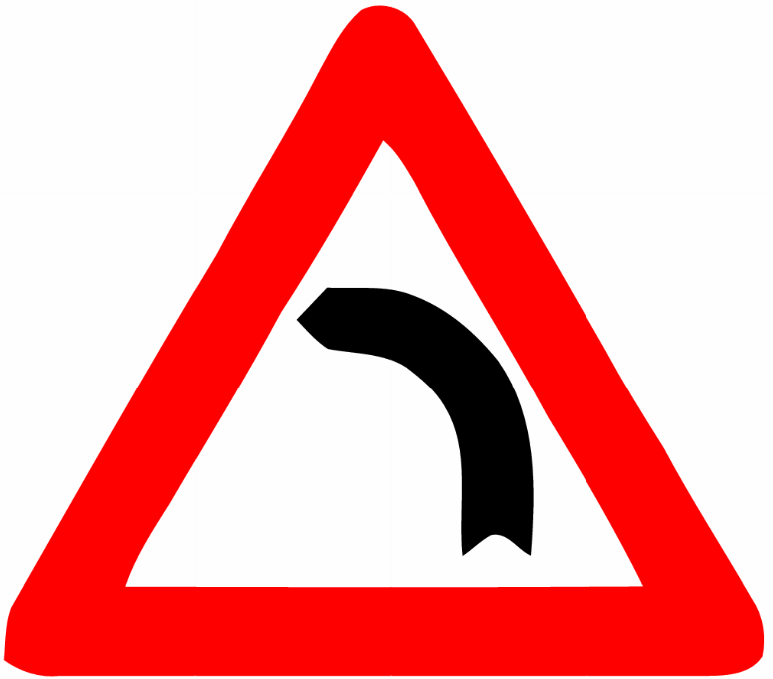
انعطاف حاد إلى اليسار
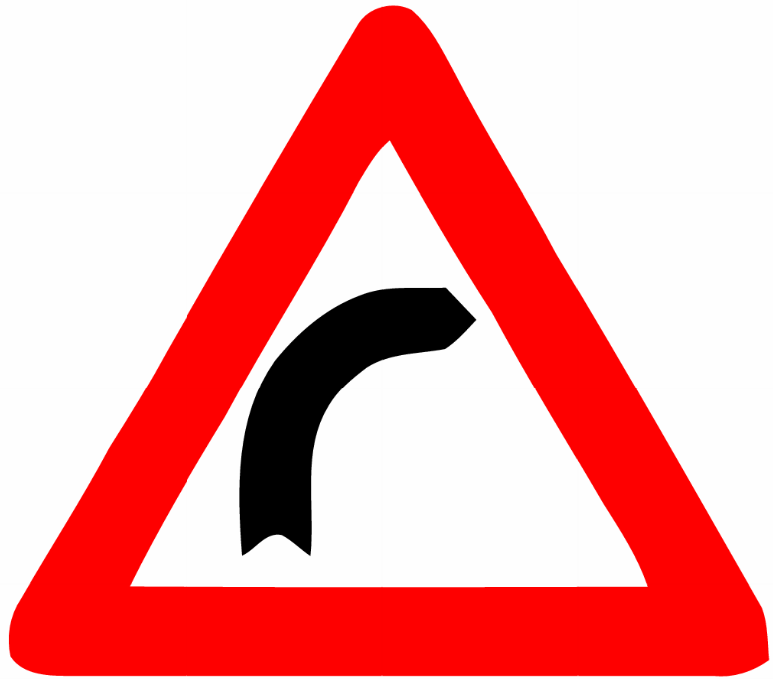
انعطاف حاد إلى اليمين
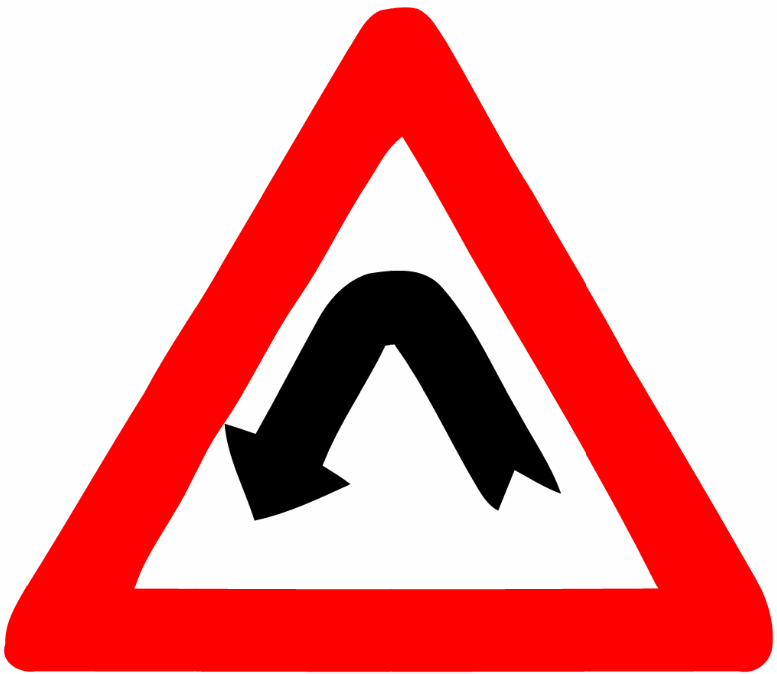
انعطاف شديد الالتواء نحو اليسار
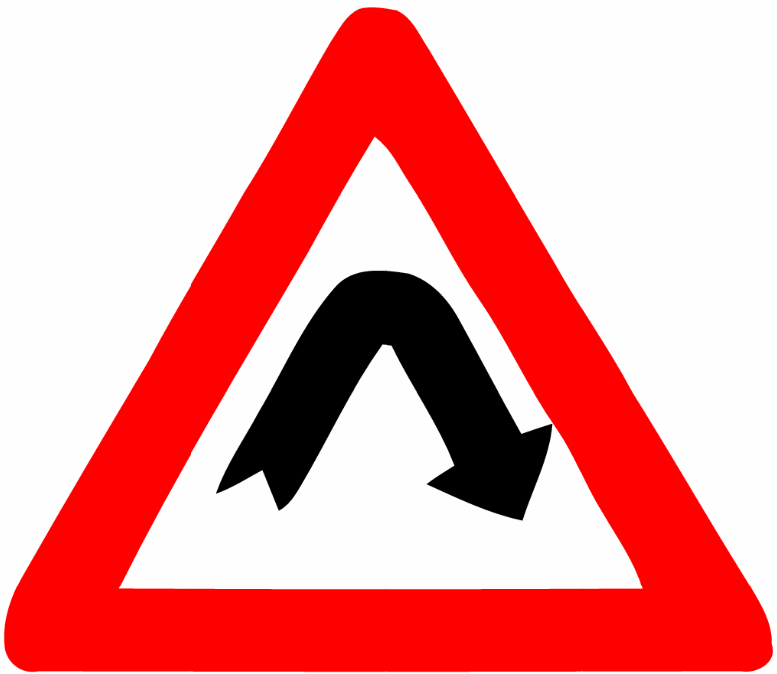
انعطاف شديد الالتواء نحو اليمين
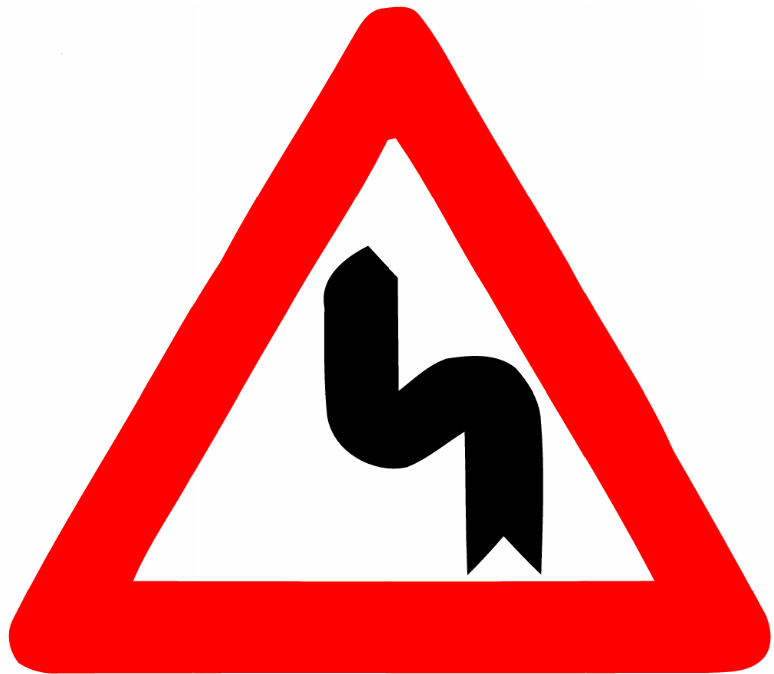
منعطف إلى اليسار ثم إلى اليمين
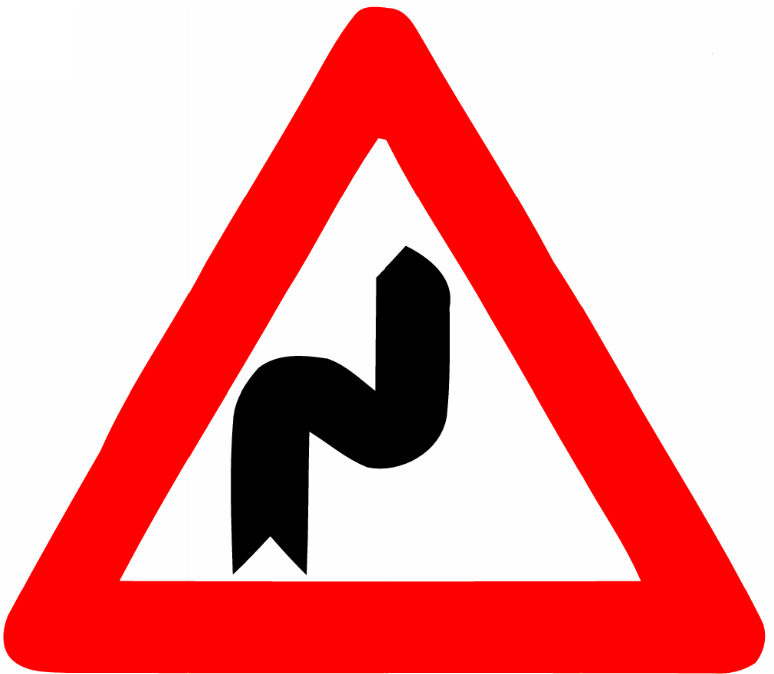
منعطف إلى اليمين ثم إلى اليسار
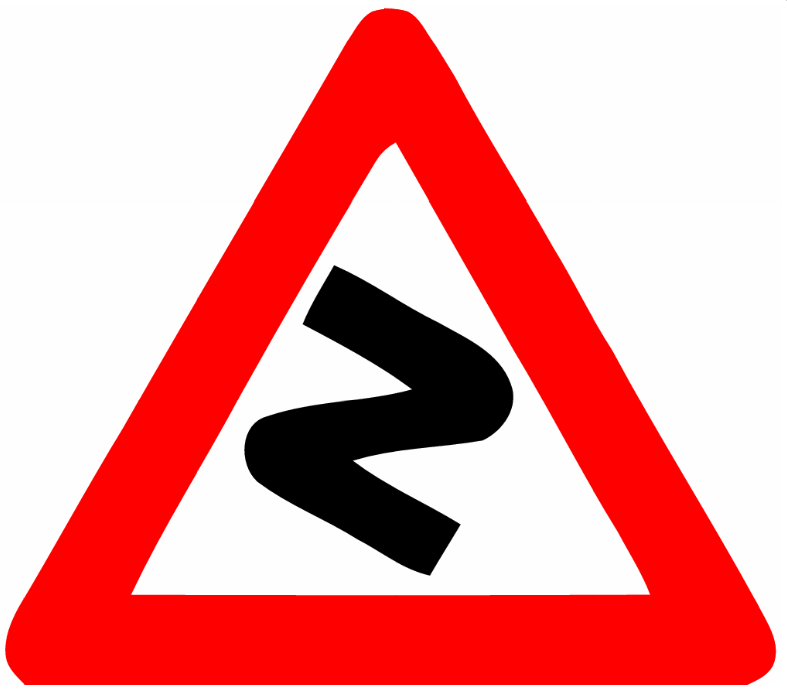
طريق ملتوية
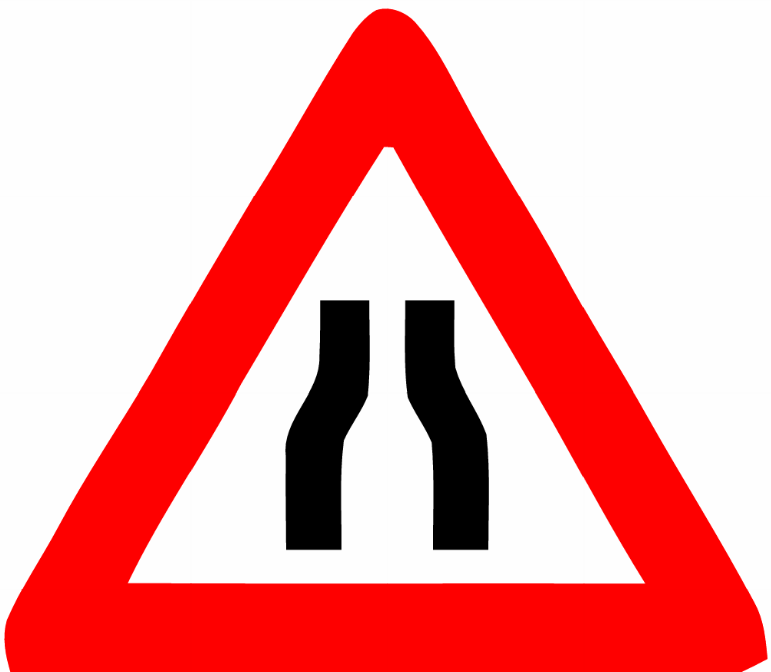
الطريق آخذة في الضيق
الشارع آخذ في الضيق من جهة اليمين
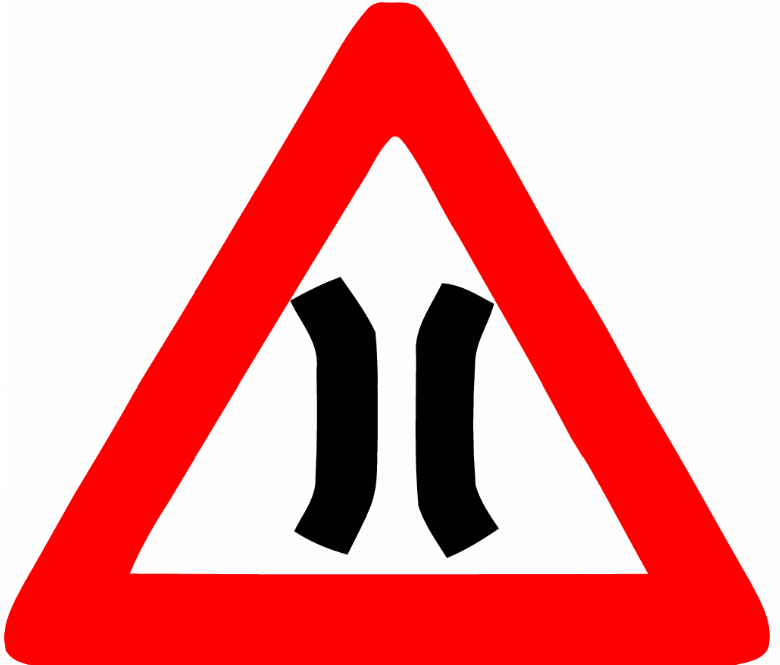
جسر ضيق
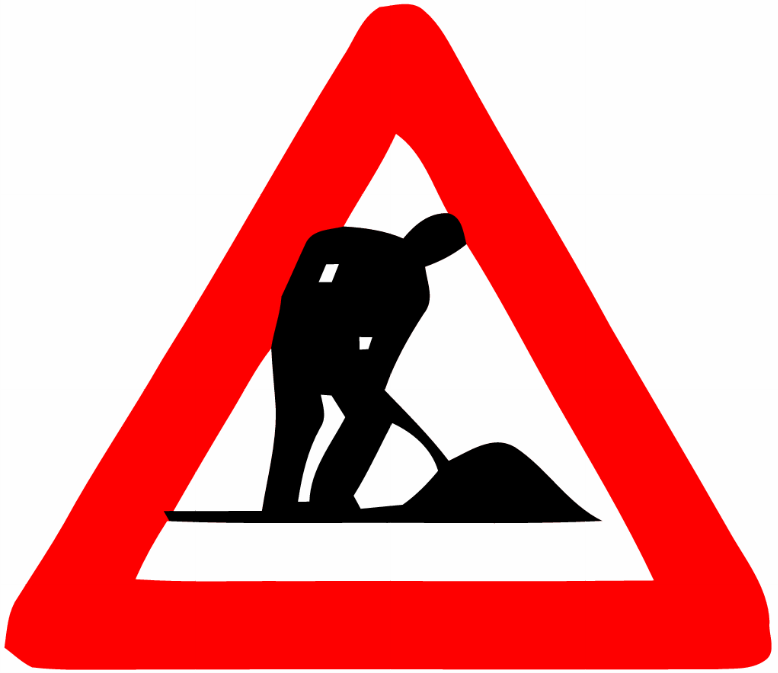
أشغال على الطريق
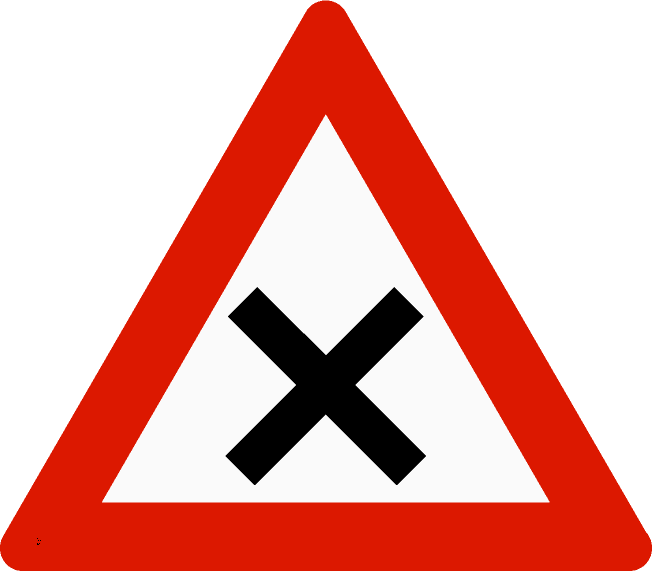
مفترق تقاطع طرق
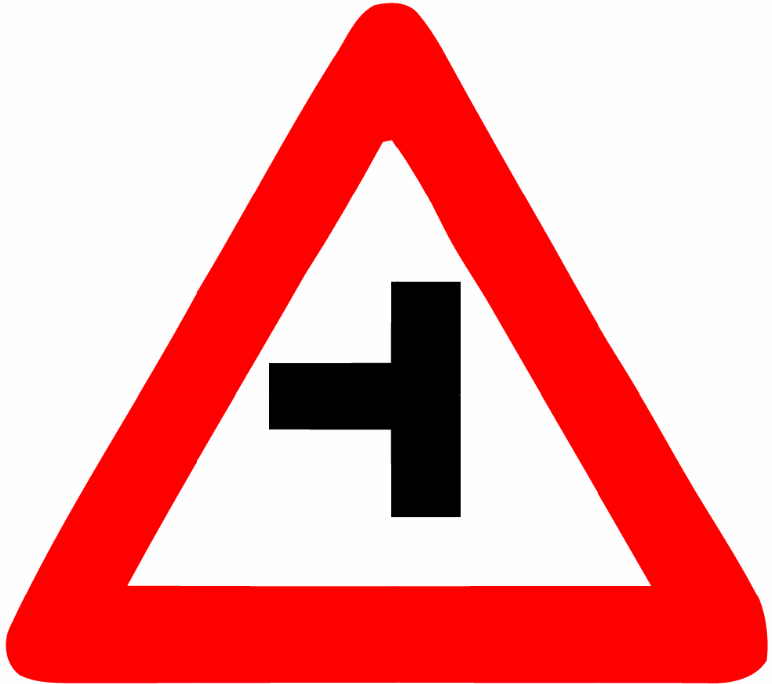
مفترق تفرع طرق إلى اليسار
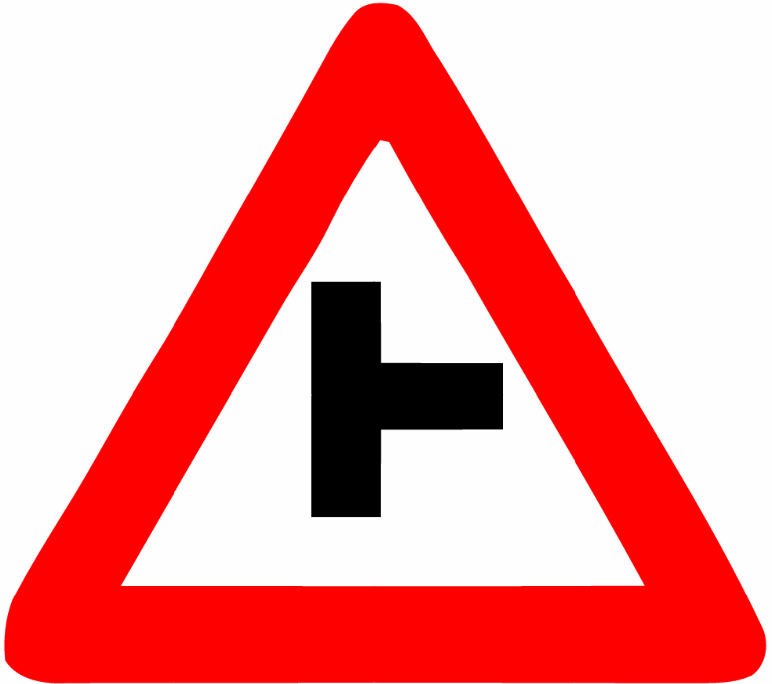
مفترق تفرع طرق إلى اليمين
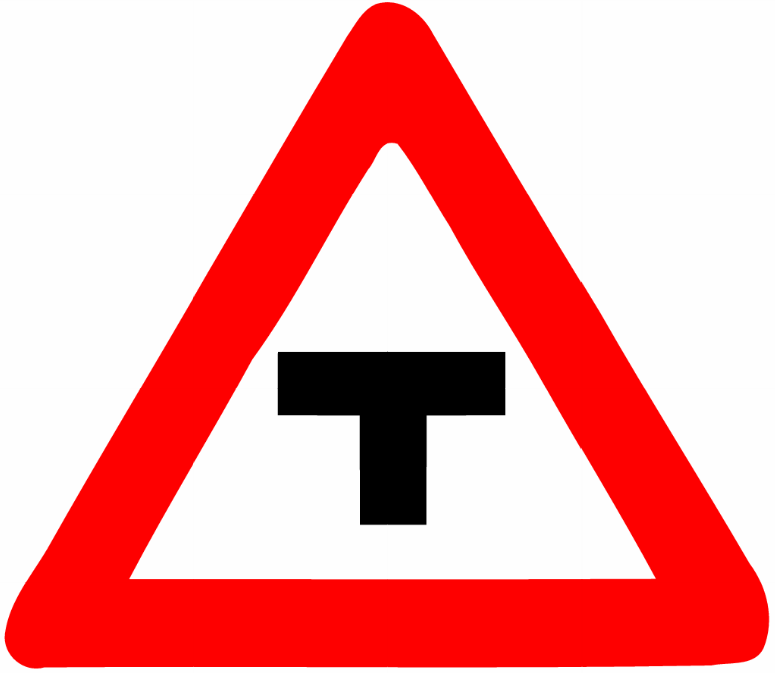
مفترق تفرع طرق إلى اليمين وإلى اليسار
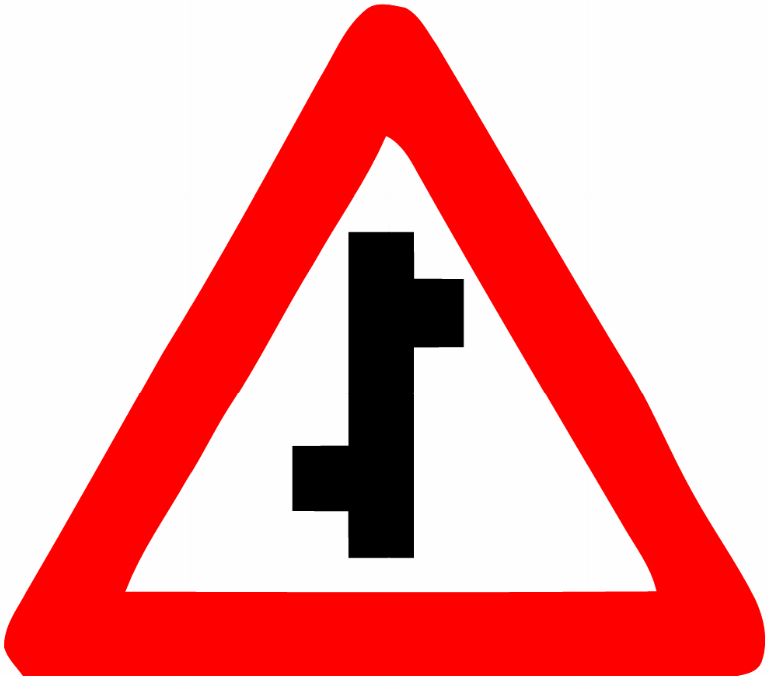
مفترق تفرعات نحو اليسار وثم نحو اليمين
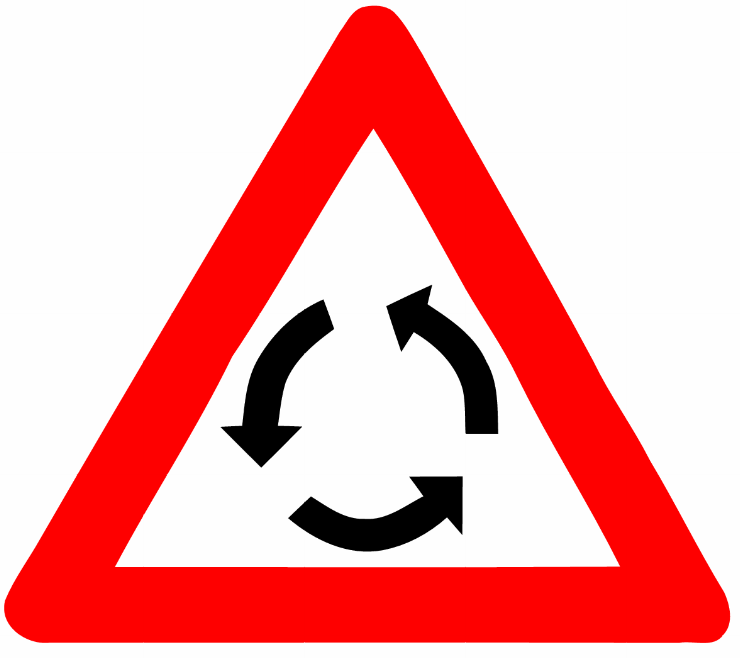
دوار حركة سير أمامك
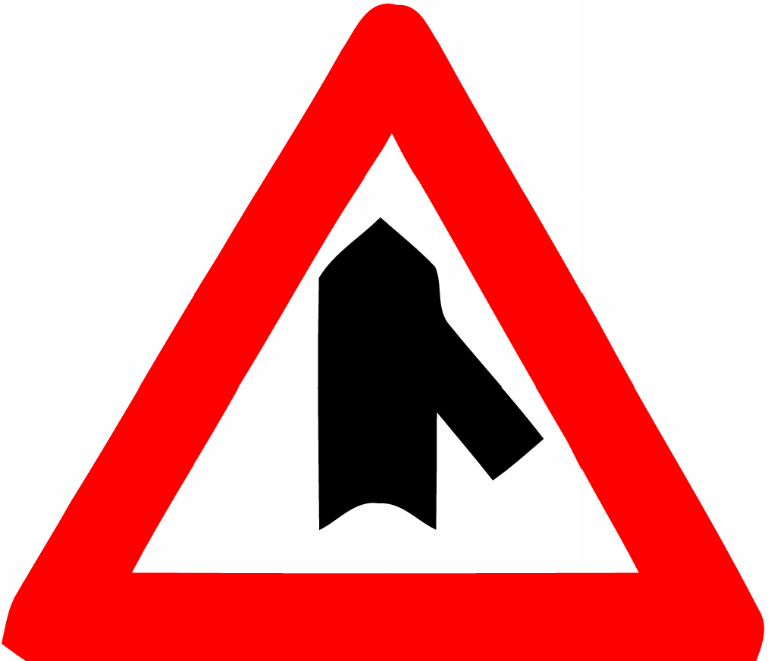
اندماج شارع فيه حق الأولوية مع طريق جانبية من اليمين
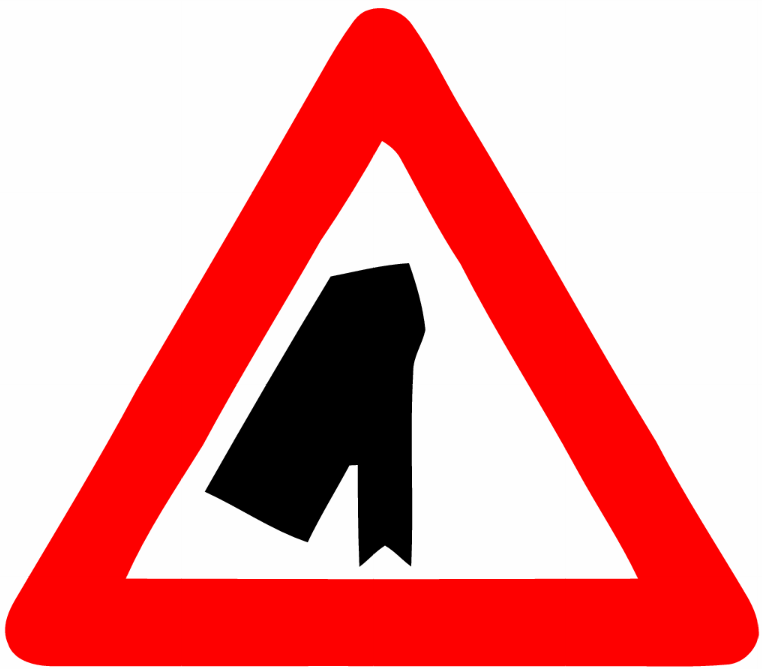
اندماج مع شارع فيه حق الأولوية من اليمين
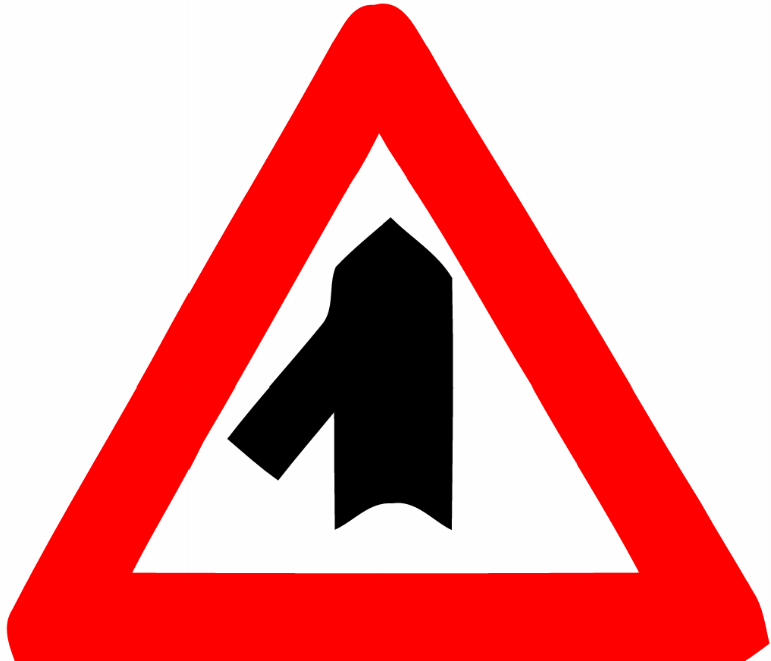
اندماج شارع فيه حق الأولوية مع طريق جانبية من اليسار
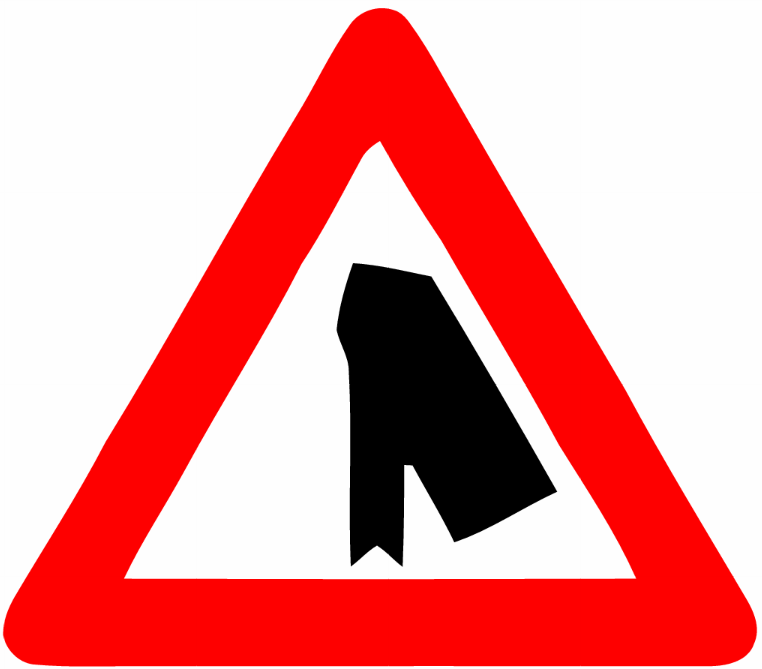
اندماج مع شارع فيه حق الأولوية من اليسار
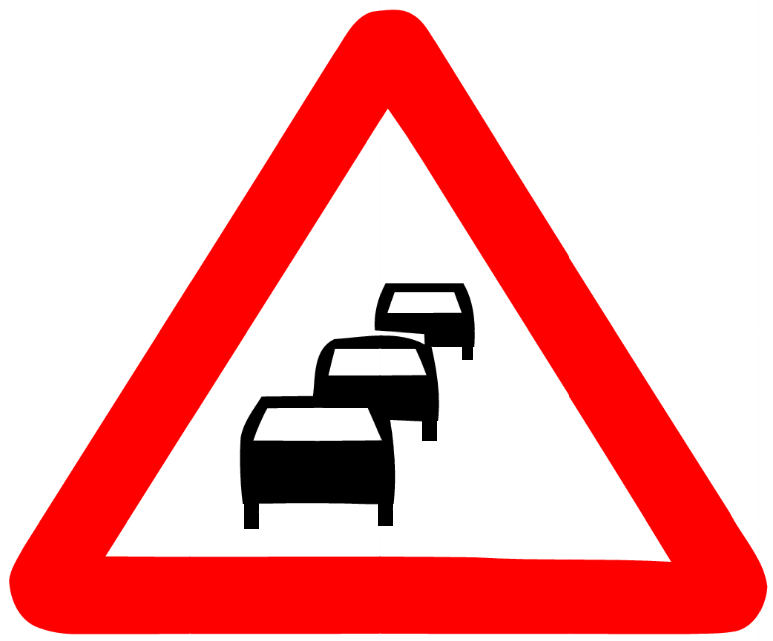
ازدحام في حركة السير أمامك
ازدحام في حركة السير أمامك (إشارة تضيء)
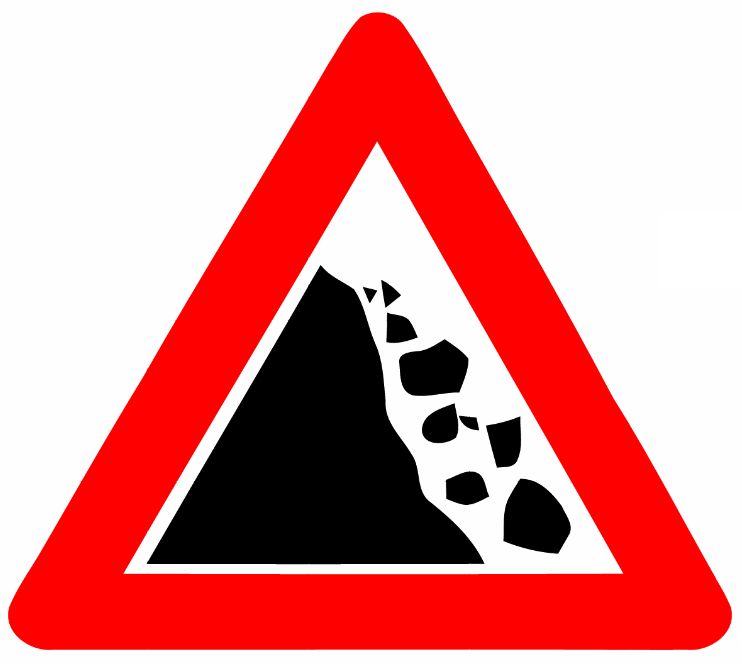
منطقة تدحرج صخور
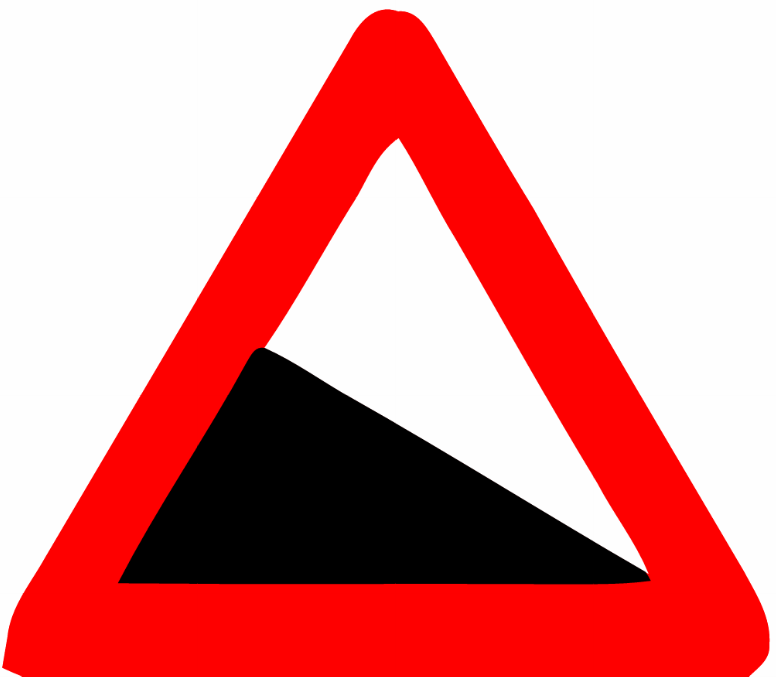
منحدر حاد
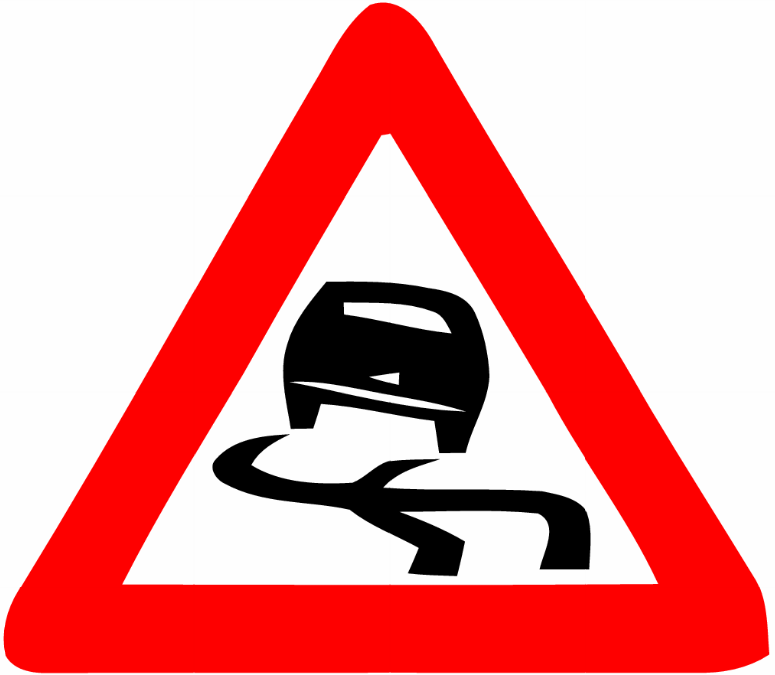
خطر التزحلق
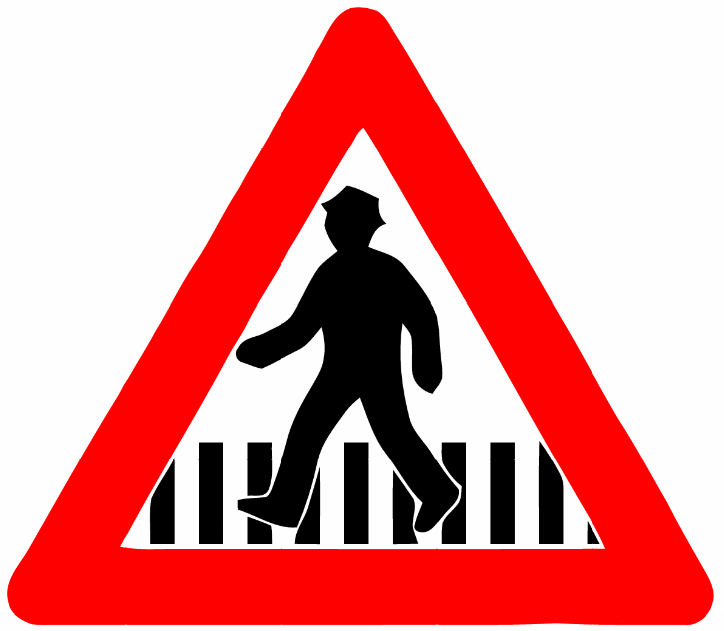
أمامك مكان لعبور المشاة
مشاة بالقرب من المكان في الطريق التي أمامك
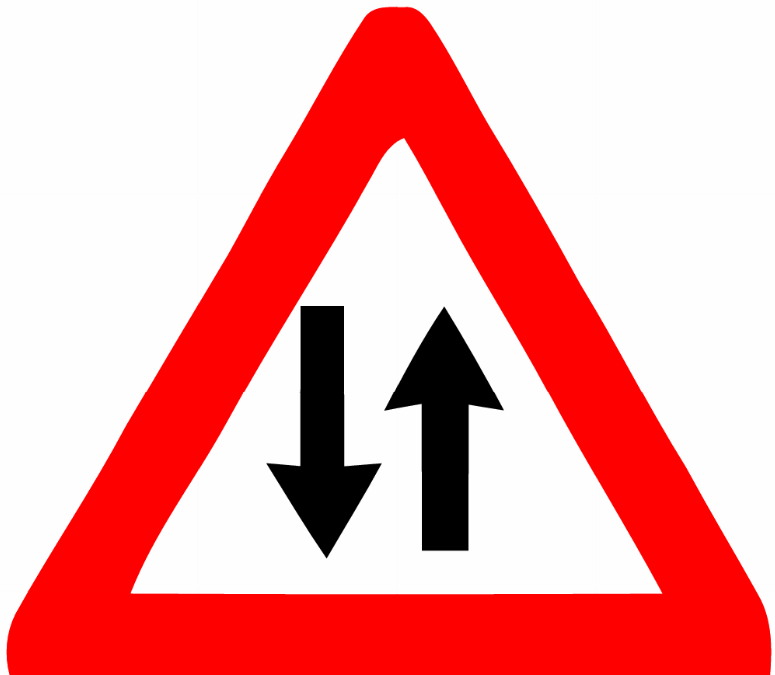
حركة السير باتجاهين
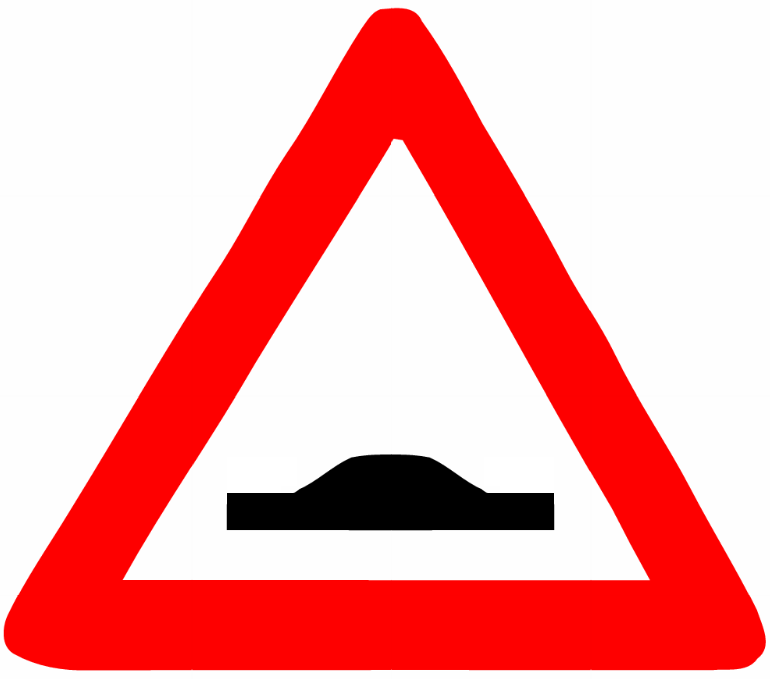
مطب سرعة
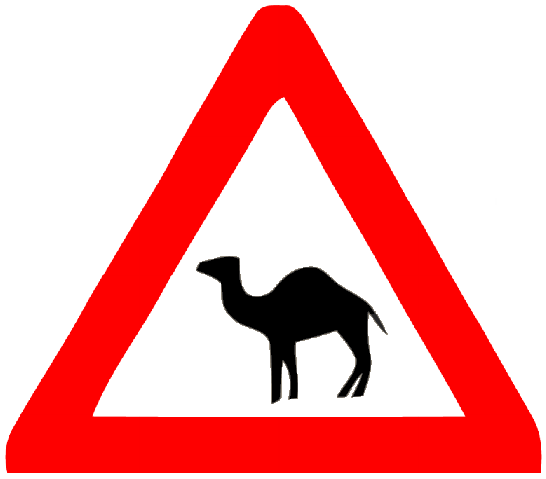
حيوانات في الطريق التي أمامك
انتبه! مركبة عمل أو تراكتور (يقطع) في الطريق التي أمامك
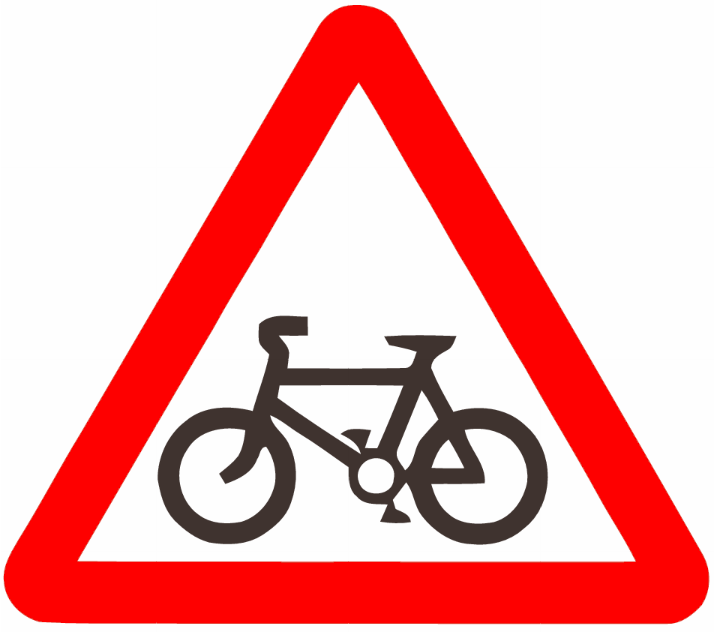
انتبه حركة سير دراجات هوائية تقطع الطريق
أمامك إشارة ضوئية
ملتقى سكة حديد في الاتجاهين في الطريق أمامك
ملتقى سكة قطار خفيف في الاتجاهين في الطريق أمامك